# اچ‌ام‌اس صاحب (پی۲۱۲)
اچ‌ام‌اس صاحب (پی۲۱۲) (به انگلیسی: HMS Sahib (P212)) یک زیردریایی بود که طول آن ۲۱۷ فوت (۶۶ متر) بود. این زیردریایی در سال ۱۹۴۲ ساخته شد.